# Mirosternus parcus
Mirosternus parcus är en skalbaggsart som beskrevs av Perkins 1910. Mirosternus parcus ingår i släktet Mirosternus och familjen trägnagare. Inga underarter finns listade i Catalogue of Life.